# どんちっち
どんちっちは、島根県浜田市における石見神楽の通称。浜田市や市産品などをピーアールするためのブランド名などとしてよく用いられる言葉でもある（商標登録番号4688190）。

## 概要
石見神楽は島根県石見地方を中心とする地域に伝わる伝統芸能であるが、特に浜田市においては子供言葉で「どんちっち」と呼ばれることがある。「ドンドン・チッチ・ドン・チッチ」と軽快なリズムで奏でられる神楽の囃子を子どもがそう口ずさんだことが由来とされ、また神楽の八拍子のリズムが、どんちっち、どんちっち、と聞こえることから「どんちっち」であるという説もある:33。
神楽は、太鼓や鉦、笛などで奏でられ、この囃子を聞くと、子どもたちのボルテージが高まり、身体を動かして神や鬼になりきる。「石見の人は、母親のおなかにいる時から、お囃子の『ドンチッチ』のリズムが染み込んでいる」と語る市民もいる。

## ブランドとして
浜田市ではさまざまなものに「どんちっち」の呼び名が冠されており:67、神楽が子供から大人まで共有される伝統文化であることが見てとれる。
どんちっち三魚
浜田漁港でとれるマアジ・ノドグロ・カレイのことで、他の地域で取れるものより脂の乗りがよくおいしいと言われ、「どんちっち」というブランドで出荷される。「どんちっち三魚」は3魚種をまとめたブランド名:24,193で、個別には「どんちっちアジ」「どんちっちカレイ」「どんちっちノドグロ」と命名されている。県外でも有名な石見神楽をイメージさせた方がインパクトがあるという理由で選ばれた。

どんちっち神楽時計
JR浜田駅前の駅前駐車場の一角にある石見神楽のからくり時計。日本宝くじ協会から事業費全額の9975万円の助成を受けて浜田市が建設した。時計は、高さ6.5メートルで、土台部は4.2メートル四方。神楽殿をイメージした造りで、屋根は地元産の石見瓦を使っている。土台部と神楽舞台の間に演奏台があり、この台は決まった時間に台座からせり上がる。神楽囃子が始まると舞台には大蛇（おろち）が登場し、口から霧状の水が噴き出る仕掛けになっている。
どんちっちタウン
JR浜田駅前の銀天街商店街の愛称。1998年に公募で決まったもので、石見神楽をテーマにしたアーチと電飾看板が設置されている他、神楽の代表的な登場人物をかたどった石像七体が設置されている。また、商店街の一角にはLED電子表示の大型電光掲示板「どんちっちタウンインフォメーション」表示システムが設置されている。
どんちっち交番
JR浜田駅前の浜田署駅前交番の愛称。2003年に「親しみやすい」との理由で公募で決まった。
どんちっち浜っ子ステーション
2009年に完成したJR浜田駅の駅舎の愛称。
どんちっち青パト隊
浜田市内で青色パトロール車で防犯活動をしている団体の隊の総称。
どんちっち鍋
1999年に浜田市商品開発委員会が郷土の鍋料理として開発したもの。材料に地元で取れるノドグロ、イカ、アンコウ、アジなどの魚介類を使い、調理方法や味付けは店側で考えてもらうという条件だった。開発委員会で鍋蓋や、石見神楽に関する練り製品を作ることで統一感を出した。
どんちっちタクシー
浜田市の長見三階、美川両地区で運行されている予約型乗合タクシーの愛称:67-74。
どんちっち運動
浜田警察署の高齢者啓発運動の愛称:110。「どんな道でも左右」「小（ち）っちゃな額でも送らない」「地域みんなで鍵掛けよう」を合言葉としている。